# 大田市立第三中学校
大田市立第三中学校(おおだしりつ だいさんちゅうがっこう)は、島根県大田市水上町にある公立中学校である。

## 概要
大田市立第三中学校は島根県の中央エリアに位置し、校区内には世界遺産の石見銀山がある。

## 部活動 生徒会活動

### 文化部
- 吹奏楽部 - 1人の演者が複数の楽器を持ち替える「マルチ演奏」で知られていた。[2]

## 校歌
- 作詞は木島俊太郎、作曲は長岡敏夫である。[3]

## 所在地
- 〒694-0302 島根県大田市水上町福原601